# Dexbach
Dexbach (mundartlich Dexboch) ist ein Dorf im Nordosten des Hessischen Hinterlandes und als solches ein Stadtteil der Stadt Biedenkopf im mittelhessischen Landkreis Marburg-Biedenkopf. Es liegt an der Grenze der Naturräume Sackpfeife und Sackpfeifen-Vorhöhen am Osthang des Rothaargebirges.

## Geographie
Der Ort liegt nordwestlich von Engelbach und südlich von Eifa und fünf Kilometer nördlich von Biedenkopf. Dexbach ist über die Landesstraße 3091 zu erreichen – sie folgt dem Lauf des den Ort durchquerenden Engelbaches und mündet in nordwestlicher Richtung in die Bundesstraße 253.

## Geschichte

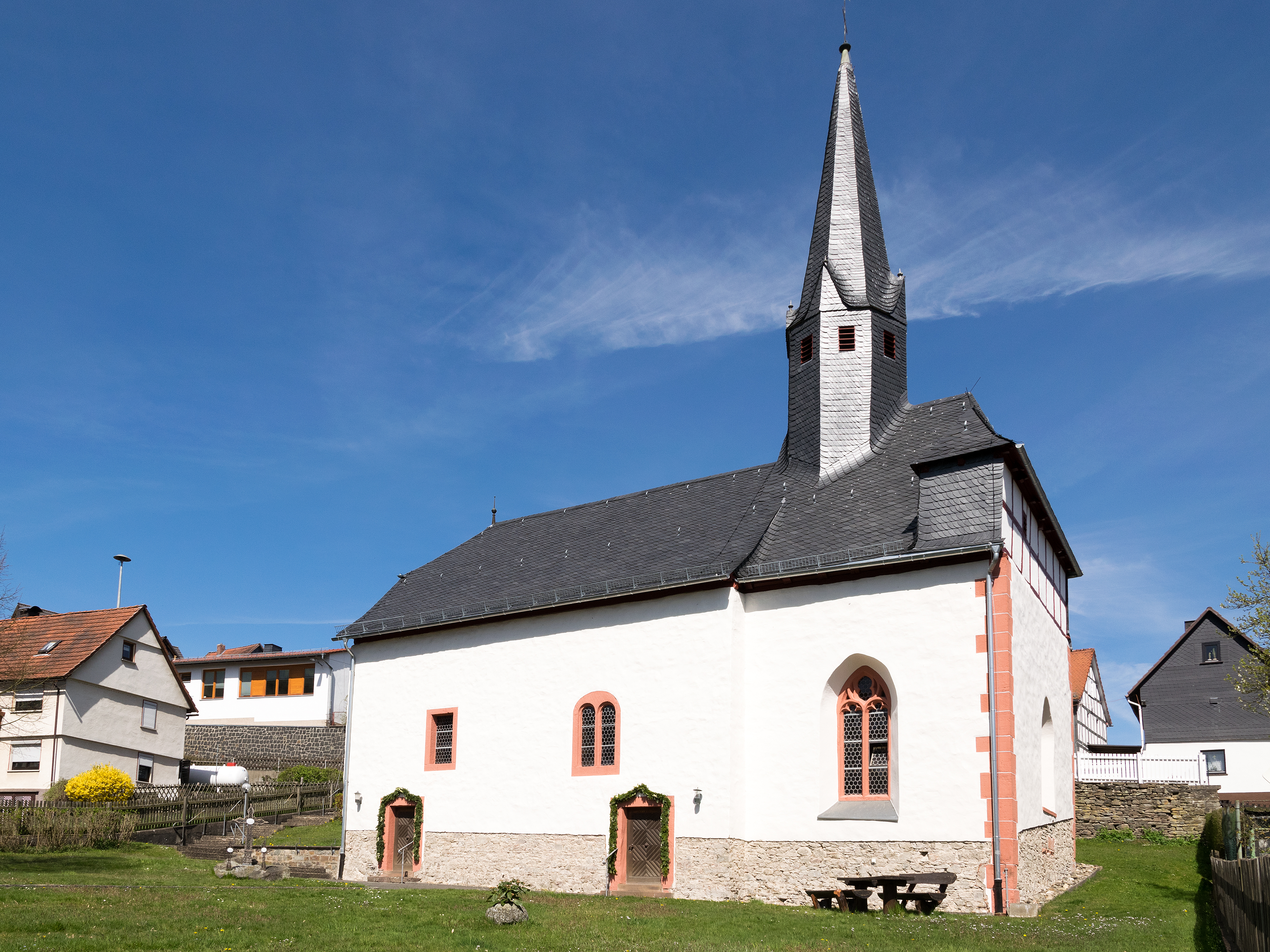
Evangelische Kirche

Der Chor der heute Evangelischen Kirche Dexbach wurde um 1260 erbaut. Der Ort selbst wurde bekanntermaßen erst im Jahr 1332 unter dem Namen Deckenspach urkundlich erwähnt. Dexbach hatte ein eigenes Gericht im Amt Biedenkopf, das die Niedere Gerichtsbarkeit ausübte.
Die Statistisch-topographisch-historische Beschreibung des Großherzogthums Hessen berichtet 1830 über Dexbach:

„Dexbach (L. Bez. Battenberg) evangel. Pfarrdorf; liegt 2 3⁄4 St. von Battenberg in einer rauhen Gegend, hat 58 Häuser und 253 evangelische größtentheils arme Einwohner. Man findet 2 Mahlmühlen mit denen 1 Oelmühle verbunden ist. Schon im Jahr 1654 wurde hier nach Erz gegraben.“

Zum 31. Dezember 1971 wurde die bis dahin selbständige Gemeinde Dexbach auf freiwilliger Basis nach Biedenkopf eingemeindet. Für alle ehemals eigenständigen Gemeinden von Biedenkopf wurde je ein Ortsbezirk mit Ortsbeirat und Ortsvorsteher nach der Hessischen Gemeindeordnung gebildet.
Die folgende Liste zeigt die Staaten und Verwaltungseinheiten, denen Dexbach angehört(e):
- vor 1567: Heiliges Römisches Reich, Landgrafschaft Hessen, Amt Biedenkopf
- ab 1567: Heiliges Römisches Reich, Landgrafschaft Hessen-Marburg, Amt Biedenkopf[9]
- 1604–1648: strittig zwischen Hessen-Kassel und Hessen-Darmstadt (Hessenkrieg)
- ab 1604: Heiliges Römisches Reich, Landgrafschaft Hessen-Kassel, Amt Biedenkopf
- ab 1627: Heiliges Römisches Reich, Landgrafschaft Hessen-Darmstadt, Oberfürstentum Hessen, Amt Biedenkopf[10][11]
- ab 1806: Großherzogtum Hessen,[Anm. 2] Fürstentum Oberhessen, Amt Biedenkopf[12]
- ab 1815: Großherzogtum Hessen, Amt Biedenkopf[13]
- ab 1821: Großherzogtum Hessen, Provinz Oberhessen, Landratsbezirk Battenberg[Anm. 3]
- ab 1832: Großherzogtum Hessen, Provinz Oberhessen, Kreis Biedenkopf
- ab 1848: Großherzogtum Hessen, Regierungsbezirk Biedenkopf
- ab 1852: Großherzogtum Hessen, Provinz Oberhessen, Kreis Biedenkopf
- ab 1867: Königreich Preußen,[Anm. 4] Provinz Hessen-Nassau, Regierungsbezirk Wiesbaden, Kreis Biedenkopf (übergangsweise Hinterlandkreis)[11]
- ab 1871: Deutsches Reich, Königreich Preußen, Provinz Hessen-Nassau, Regierungsbezirk Wiesbaden, Kreis Biedenkopf
- ab 1918: Deutsches Reich (Weimarer Republik), Freistaat Preußen, Provinz Hessen-Nassau, Regierungsbezirk Wiesbaden, Kreis Biedenkopf
- ab 1932: Deutsches Reich, Freistaat Preußen, Provinz Hessen-Nassau, Regierungsbezirk Wiesbaden, Kreis Dillenburg
- ab 1933: Deutsches Reich, Freistaat Preußen, Provinz Hessen-Nassau, Regierungsbezirk Wiesbaden, Kreis Biedenkopf
- ab 1944: Deutsches Reich, Freistaat Preußen, Provinz Nassau, Landkreis Biedenkopf
- ab 1945: Amerikanische Besatzungszone,[Anm. 5] Groß-Hessen, Regierungsbezirk Wiesbaden, Landkreis Biedenkopf
- ab 1946: Amerikanische Besatzungszone,  Land Hessen, Regierungsbezirk Wiesbaden, Landkreis Biedenkopf
- ab 1949: Bundesrepublik Deutschland, Land Hessen, Regierungsbezirk Wiesbaden, Landkreis Biedenkopf
- ab 1968: Bundesrepublik Deutschland, Land Hessen, Regierungsbezirk Darmstadt, Landkreis Biedenkopf
- ab 1972: Bundesrepublik Deutschland, Land Hessen, Regierungsbezirk Darmstadt, Landkreis Biedenkopf, Stadt Biedenkopf[Anm. 6]
- ab 1974: Bundesrepublik Deutschland, Land Hessen, Regierungsbezirk Kassel, Landkreis Marburg-Biedenkopf, Stadt Biedenkopf
- ab 1981: Bundesrepublik Deutschland, Land Hessen, Regierungsbezirk Gießen, Landkreis Marburg-Biedenkopf, Stadt Biedenkopf

## Bevölkerung

### Einwohnerstruktur 2011
Nach den Erhebungen des Zensus 2011 lebten am Stichtag, dem 9. Mai 2011, in Dexbach 285 Einwohner. Darunter waren drei (1,1 %) Ausländer. Nach dem Lebensalter waren 48 Einwohner unter 18 Jahren, 99 zwischen 18 und 49, 54 zwischen 50 und 64 und 84 Einwohner waren älter. Die Einwohner lebten in 120 Haushalten. Davon waren 33 Singlehaushalte, 36 Paare ohne Kinder und 33 Paare mit Kindern sowie 15 Alleinerziehende und drei Wohngemeinschaften. In 33 Haushalten lebten ausschließlich Senioren und in 50 Haushaltungen lebten keine Senioren.

### Einwohnerentwicklung
| Quelle: Historisches Ortslexikon |                                                                                     |
| • 1577:                          | 022 Hausgesesse                                                                     |
| • 1630:                          | 023 Hausgesesse (6 zweispännige, 9 einspännige Ackerleute, 8 Einläuftige), 1 Witwe. |
| • 1677:                          | 002 Freie, 23 Hausgründe, 5 Witwen, 11 ledige Personen                              |
| • 1791:                          | 279 Einwohner                                                                       |
| • 1800:                          | 282 Einwohner                                                                       |
| • 1806:                          | 295 Einwohner, 50 Häuser                                                            |
| • 1829:                          | 253 Einwohner, 58 Häuser                                                            |

| Dexbach: Einwohnerzahlen von 1791 bis 2011 | Dexbach: Einwohnerzahlen von 1791 bis 2011 | Dexbach: Einwohnerzahlen von 1791 bis 2011 | Dexbach: Einwohnerzahlen von 1791 bis 2011 | Dexbach: Einwohnerzahlen von 1791 bis 2011 |
| --- | ------------------------------------------ | ------------------------------------------ | ------------------------------------------ | ------------------------------------------ |
| Jahr |                                            |                                            |                                            | Einwohner                                  |
| 1791 | 1791                                       |                                            | 279                                        | 279                                        |
| 1800 | 1800                                       |                                            | 292                                        | 292                                        |
| 1806 | 1806                                       |                                            | 295                                        | 295                                        |
| 1829 | 1829                                       |                                            | 253                                        | 253                                        |
| 1834 | 1834                                       |                                            | 331                                        | 331                                        |
| 1840 | 1840                                       |                                            | 356                                        | 356                                        |
| 1846 | 1846                                       |                                            | 397                                        | 397                                        |
| 1852 | 1852                                       |                                            | 351                                        | 351                                        |
| 1858 | 1858                                       |                                            | 312                                        | 312                                        |
| 1864 | 1864                                       |                                            | 334                                        | 334                                        |
| 1871 | 1871                                       |                                            | 310                                        | 310                                        |
| 1875 | 1875                                       |                                            | 313                                        | 313                                        |
| 1885 | 1885                                       |                                            | 309                                        | 309                                        |
| 1895 | 1895                                       |                                            | 300                                        | 300                                        |
| 1905 | 1905                                       |                                            | 289                                        | 289                                        |
| 1910 | 1910                                       |                                            | 301                                        | 301                                        |
| 1925 | 1925                                       |                                            | 312                                        | 312                                        |
| 1939 | 1939                                       |                                            | 302                                        | 302                                        |
| 1946 | 1946                                       |                                            | 451                                        | 451                                        |
| 1950 | 1950                                       |                                            | 411                                        | 411                                        |
| 1956 | 1956                                       |                                            | 351                                        | 351                                        |
| 1961 | 1961                                       |                                            | 336                                        | 336                                        |
| 1967 | 1967                                       |                                            | 341                                        | 341                                        |
| 1971 | 1971                                       |                                            | 365                                        | 365                                        |
| 1980 | 1980                                       |                                            | ?                                          | ?                                          |
| 1990 | 1990                                       |                                            | ?                                          | ?                                          |
| 2000 | 2000                                       |                                            | ?                                          | ?                                          |
| 2011 | 2011                                       |                                            | 285                                        | 285                                        |
| Datenquelle: Historisches Gemeindeverzeichnis für Hessen: Die Bevölkerung der Gemeinden 1834 bis 1967. Wiesbaden: Hessisches Statistisches Landesamt, 1968. Weitere Quellen: LAGIS; Stadt Biedenkopf: 1971; Zensus 2011 |                                            |                                            |                                            |                                            |

### Historische Religionszugehörigkeit
| Quelle: Historisches Ortslexikon |                                                                   |
| • 1829:                          | 253 evangelische (= 100 %) Einwohner                              |
| • 1885:                          | 309 evangelische (= 100 %) Einwohner                              |
| • 1961:                          | 297 evangelische (= 88,39 %), 39 katholische (= 11,61 %)Einwohner |

### Erwerbstätigkeit
| • 1867: | Erwerbspersonen: 47 Landwirtschaft, eine Forstwirtschaft, zwei Bergbau und Hüttenwesen, 9 Gewerbe und Industrie, zwei Kirche und Gottesdienst, eine Gemeindeverwaltung. |
| • 1961: | Erwerbspersonen: 123 Land- und Forstwirtschaft, 55 produzierendes Gewerbe, 5 Handel und Verkehr, 17 Dienstleistungen und sonstiges.                                     |

## Politik

### Ortsbeirat
- BLD: 3

- BLD = Bürgerliste Dexbach

Dexbach verfügt als Ortsbezirk über einen Ortsbeirat, bestehend aus drei Mitgliedern, dessen Vorsitzender ein Ortsvorsteher ist. Bei den Kommunalwahlen in Hessen 2021 betrug die Wahlbeteiligung zum Ortsbeirat 66,08 %. Der Ortsbeirat wählte Rüdiger Belz zum Ortsvorsteher.

### Wappen
Am 16. Juli 1955 genehmigte der Hessische Minister des Innern das Wappen mit folgender Beschreibung:
| Wappen von Dexbach | Blasonierung: „In Gold ein Kirschenbüschel mit drei roten Kirschen (2 zu 1) und drei grünen Blättern (1 zu 2).“ |
| Wappen von Dexbach | Wappenbegründung: Das Wappen hat eine Anregung aus dem Wappen des ortsadligen Geschlechts der Herren von Dexbach aufgenommen, das im 14. Jahrhundert bezeugt ist und drei Kugeln oder Ringe in der Stellung 2:1 führt. Diese Kugeln hat man in rote Kirschen umgestaltet; sie sollen auf die an den Hängen des Ortes vorzüglich gedeihenden Kirschen hinweisen. |

### Flagge
Am 20. Februar 1956 genehmigte der Hessische Minister des Innern das Wappen mit folgender Beschreibung:

„In einer von 2 goldenen Streifen eingefaßten breiten grünen Mittelbahn das Wappen der Gemeinde Dexbach.“

## Kultur und Sehenswürdigkeiten
Die Freiwillige Feuerwehr Dexbach sorgt für den Brandschutz und die allgemeine Hilfe. Der Ort hat eine Burschenschaft, einen Verschönerungsverein und den 1987 gegründeten Club der Beigefreiten. In Letzterem organisieren sich die durch Heirat in den Ort gezogenen auswärtigen Bürger zur gemeinsamen Freizeitgestaltung. Die Folkgruppe Poeta Magica ist hier zu Hause.